# Jaulny
Jaulny – miejscowość i gmina we Francji, w regionie Grand Est, w departamencie Meurthe i Mozela.
Według danych na rok 1990 gminę zamieszkiwało 169 osób, a gęstość zaludnienia wynosiła 20 osób/km² (wśród 2335 gmin Lotaryngii Jaulny plasuje się na 876. miejscu pod względem liczby ludności, natomiast pod względem powierzchni na miejscu 712.).

## Populacja

Populacja Jaulny w latach 1962–2008

Ewolucja populacji w latach 1962–2008
Ewolucja populacji w latach 1793–2006

## Galeria

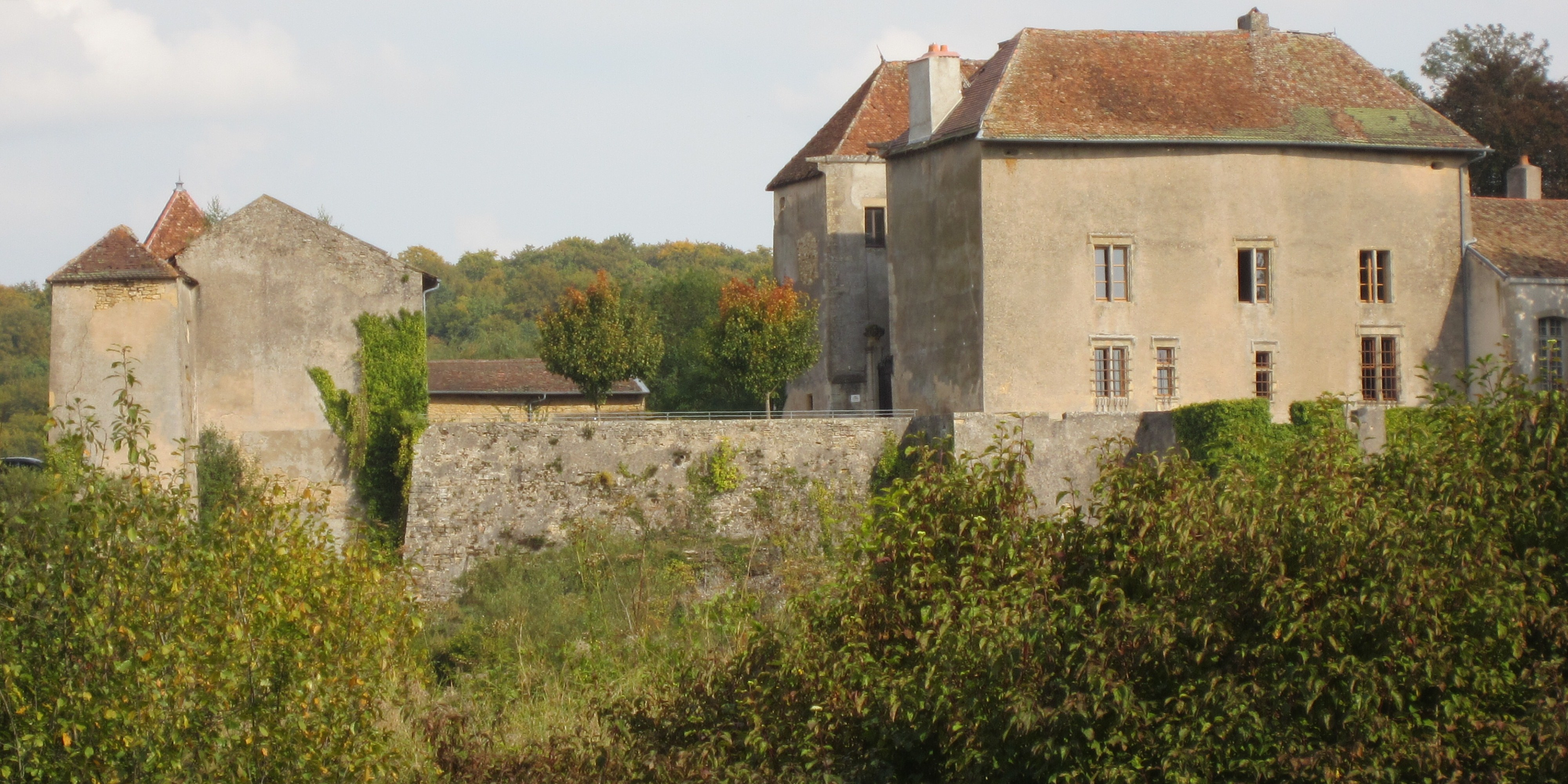
Zamek w Jaulny (2011)
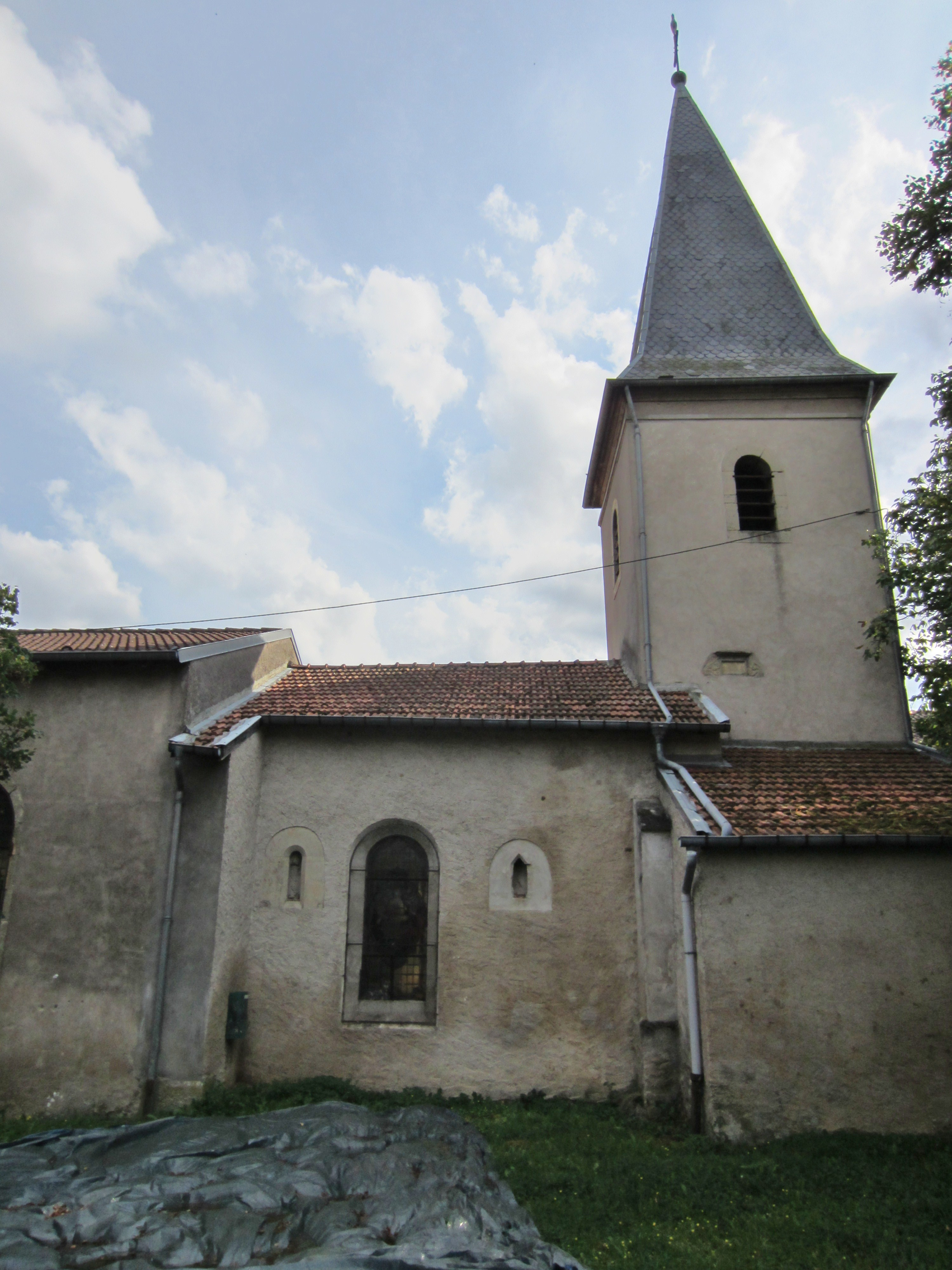
Kościół w Jaulny (2011)
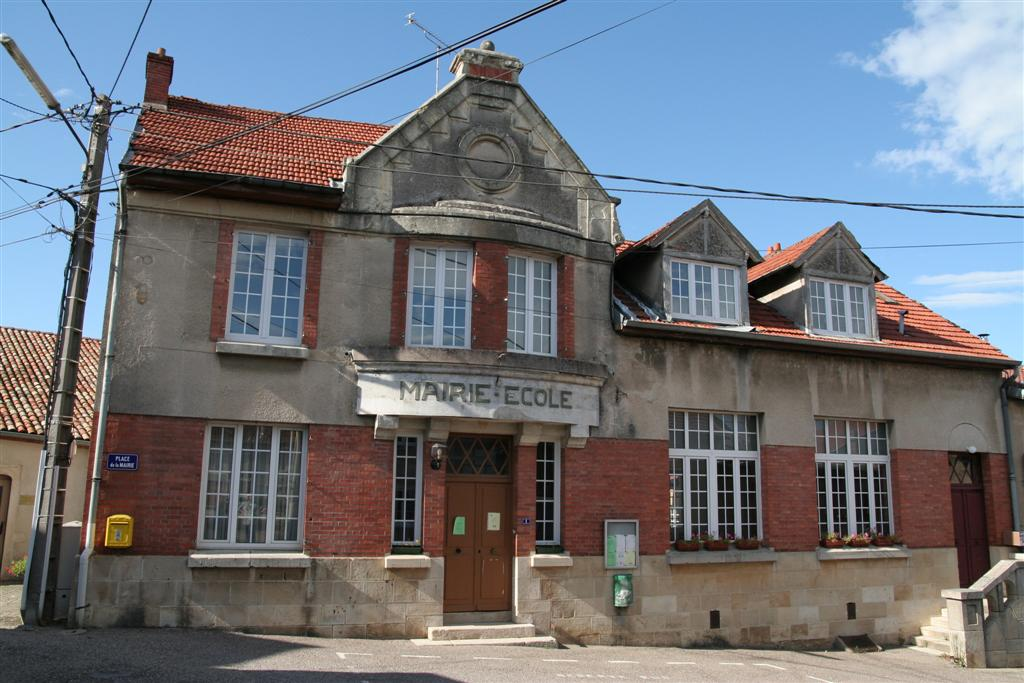
Ratusz w Jaulny (2006)